# Taku Inokuchi
Pas d'image ? Cliquez ici

a Compétitions nationales et continentales officielles uniquement.

b Matchs officiels uniquement.
Taku Inokuchi (猪口 拓, Inokuchi Taku), né le 5 octobre 1982 à Tōkyō, est un joueur japonais de rugby à XV évoluant au poste de pilier ou de talonneur.

## Biographie
Il joue habituellement pour le club de Toshiba Brave Lupus. Il est sélectionné en équipe du Japon de rugby à XV pour la première fois le 18 août 2007. Il dispute un match de la Coupe du monde de rugby 2007.

## Statistiques en équipe nationale
- 5 sélections
- 5 points (1 essai)
- Sélections par année : 3 en 2007, 2 en 2008